# Johannes-Gillhoff-Preis
Der Johannes-Gillhoff-Preis wird jedes Jahr an Menschen vergeben, die im Bereich Literatur, Literaturwissenschaft und Publizistik Verdienste im Zusammenhang mit Mecklenburg und der Niederdeutschen Sprache erworben haben. Allerdings ist der Preis nicht an eine Region oder eine Sprache gebunden. Er wurde nach dem Schriftsteller Johannes Gillhoff benannt und von seinem Neffen Gerhard Gillhoff 1978 gestiftet.
1980 hat der Kulturkreis Mecklenburg in Hamburg den Preis das erste Mal vergeben. Seit 1993 wird er vom Kulturkreis zusammen mit der Johannes Gillhoff Gesellschaft auf dem Gillhoff-Tag in Glaisin vergeben. Seit 2007 erfolgt die Preisvergabe allein durch die Gillhoff-Gesellschaft unter der Bezeichnung Johannes-Gillhoff-Literaturpreis.
Der Preis ist mit keiner Prämie verbunden. Vorschläge für die Preisträger macht der Vorstand des Kulturkreises und der Gillhoff-Gesellschaft. Außerdem können alle Preisträger Vorschläge einreichen.

## Preisträger
- 1980: Otthinrich Müller-Ramelsloh
- 1981: Heiner Kracht
- 1982: Ulrich Schacht
- 1983: Walter Kempowski
- 1984: Friedrich Hans Schaefer
- 1985: Gerd Lüpke
- 1986: Hans Jürß
- 1987: Hartwig Bernitt
- 1988: Fritz Hollenbeck
- 1989: Werner Lantow
- 1990: Hartmut Brun
- 1991: Arnold Hückstädt
- 1992: Jürgen Borchert
- 1993: Detlef Hamer
- 1994: Grete Grewolls
- 1995: Jürgen Grambow
- 1996: Christian Madaus
- 1997: Manfred Brümmer
- 1998: Ursula Kurz
- 1999: Dieter Rakow
- 2000: Richard Trost
- 2001: Günter Pilgrim
- 2002: Kuno Karls
- 2003: Siegfried Neumann
- 2004: Eberhard Barbi
- 2005: Joachim Reppmann
- 2006: Ralf Wendt
- 2007: Cornelia Nenz
- 2008: Karl-Heinz Madauß
- 2009: Eldon L. Knuth
- 2010: Fathy Batah
- 2011: Wolfgang Kniep
- 2012: Jürgen Rogge (nominiert, auf Annahme verzichtet)[2][3]
- 2013: Dieter Sabban[4]
- 2014: Jürgen Pump
- 2015: Dirk Römmer
- 2016: Hannelore Hinz
- 2017: Lisa Kuß
- 2018: Wolfgang Mahnke
- 2019: Axel Kahrs
- 2020: Wolfgang Rieck[5]
- 2021: Christoph Schmitt[6]
- 2022: Ulrike Stern[7]
- 2023: Joachim Kolmer[8]
- 2024: Olaf Both[9]
- 2025: Rolf Roßmann[10]